# Вавженциці
Вавженциці (пол. Wawrzęcice) — село в Польщі, у гміні Вйонзув Стшелінського повіту Нижньосілезького воєводства.
Населення — 125 осіб (2011).
У 1975-1998 роках село належало до Вроцлавського воєводства.

## Демографія
Демографічна структура станом на 31 березня 2011 року:
|          | Загалом | Допрацездатний вік | Працездатний вік | Постпрацездатний вік |
| -------- | ------- | ------------------ | ---------------- | -------------------- |
| Чоловіки | 58      | 10                 | 38               | 10                   |
| Жінки    | 67      | 11                 | 38               | 18                   |
| Разом    | 125     | 21                 | 76               | 28                   |